# Thai PBS
타이 공영 방송 서비스(태국어: องค์การกระจายเสียงและแพร่ภาพสาธารณะแห่งประเทศไทย 옹칸 크라차이 시앵 라 쁘라 팝 사타르나 행 쁘라텟 타이[*]) 혹은 Thai PBS는 태국의 공영방송이다. 태국 정부가 소유하고 있으며 2008년 1월 15일, 기존의 TITV를 대체하여 개국하였고, ITV가 보유하고 있던 채널 29번에서 송출하고 있다.